# Hamburg Dolphins
| Ewige 1.-Bundesliga-Bilanz | Ewige 1.-Bundesliga-Bilanz | Ewige 1.-Bundesliga-Bilanz | Ewige 1.-Bundesliga-Bilanz | Ewige 1.-Bundesliga-Bilanz | Ewige 1.-Bundesliga-Bilanz | Ewige 1.-Bundesliga-Bilanz | Ewige 1.-Bundesliga-Bilanz | Ewige 1.-Bundesliga-Bilanz | Ewige 1.-Bundesliga-Bilanz | Ewige 1.-Bundesliga-Bilanz | Ewige 1.-Bundesliga-Bilanz |
| Jahr                       | Gesamt                     | Gesamt                     | Gesamt                     | Heim                       | Heim                       | Heim                       | Ausw.                      | Ausw.                      | Ausw.                      | TD-Verhältnis              |                            |
| Jahr                       | S                          | N                          | U                          | S                          | N                          | U                          | S                          | N                          | U                          | TD-Verhältnis              |                            |
| -------------------------- | -------------------------- | -------------------------- | -------------------------- | -------------------------- | -------------------------- | -------------------------- | -------------------------- | -------------------------- | -------------------------- | -------------------------- | -------------------------- |
| 1983                       | 2                          | 10                         | 0                          | 1                          | 5                          | 0                          | 1                          | 5                          | 0                          | 159:377                    |                            |
| 1984                       | 1                          | 11                         | 0                          | 1                          | 5                          | 0                          | 0                          | 6                          | 0                          | 58:324                     |                            |
| 1986                       | 2                          | 8                          | 0                          | 1                          | 4                          | 0                          | 1                          | 4                          | 0                          | 124:316                    |                            |
| 1987                       | 5                          | 5                          | 0                          | 4                          | 1                          | 0                          | 1                          | 4                          | 0                          | 134:203                    |                            |
| 1988                       | 0                          | 10                         | 0                          | 0                          | 5                          | 0                          | 0                          | 5                          | 0                          | 53:360                     |                            |
| Gesamt                     | 10                         | 44                         | 0                          | 7                          | 20                         | 0                          | 3                          | 24                         | 0                          | 528:1580                   |                            |

Die Hamburg Dolphins waren ein Verein für American Football in Hamburg. Der Verein wurde im Jahr 1981 gegründet und bestand bis 1991. Am regulären Liga-Spielbetrieb des AFVD wurde von 1982 bis 1990 teilgenommen.

## Geschichte
Nach der Gründung durch ehemalige Spieler der Hamburg Vikings gingen die Hamburg Dolphins 1982 in der 2. Bundesliga an den Start. Nach nur einem Jahr gelang der Aufstieg in die 1. Bundesliga. 1985 stiegen die Dolphins in die 2. Bundesliga ab, doch es gelang der direkte Wiederaufstieg in die höchste deutsche Liga. Im April 1987 sorgten die Hamburger für Aufsehen, als sie in einem Freundschaftsspiel den Zweitligisten Hannover Broncos mit 112:0 bezwangen, was als seinerzeit „eines der höchsten Ergebnisse, die jemals im American Football in Deutschland erzielt worden sind“ eingestuft wurde. 1988 mussten die Dolphins aus organisatorischen Gründen den Spielbetrieb aufgeben. Aus der zweiten Mannschaft des Vereins wurden die Hamburg Silver Eagles. 1989 versuchte man in der drittklassigen Verbandsliga Nord innerhalb des Eimsbütteler TV den Neuanfang. 1991 schloss man sich mit den Harburg Rubberducks zu den Hamburg Hornets zusammen, aus denen 1992 die Hamburg Blue Devils wurden.
Zu den prägenden Persönlichkeiten des Vereins zählte John Gruel, der vom Hamburger Abendblatt als „Mann der ersten Stunde des American Footballs in Hamburg“ bezeichnet wurde. Gruel war Gründungsmitglied der Hamburg Dolphins und anschließend jahrelang Vereinsvorsitzender.

## Ligaplatzierungen
- 1990 – 4. Verbandsliga Nord
- 1989 – 4. Verbandsliga Nord
- 1988 – 6. 1. Bundesliga Nord A
- 1987 – 4. 1. Bundesliga Nord A
- 1986 – 5. 1. Bundesliga Nord A
- 1985 – 2. 2. Bundesliga Nord
- 1984 – 7. 1. Bundesliga Nord
- 1983 – 6. 1. Bundesliga Nord
- 1982 – 1. 2. Bundesliga Nord